# Фронтални облик рада
Фронтални наставни рад је такав организациони облик у коме наставник истовремено ради са целим одељењем.
Фронтални облик рада имамо и у случају када улогу наставника преузме ученик или неко други па ради са целим одељењем истовремено. Овакав облик рада карактерише наставниково обраћање целом одељењу, он садржај (исто градиво) излаже, тумачи, објашњава, демонстрира свима истовремено. Наставник поставља питање свима у одељењу, а ученик који одговара то чини пред целим одељењем. Ученици су концентрисани на наставникову активност или слушају одговор свог друга. Све је исто за све, све се заједнички ради и због тога се овакав облик рада назива и колективним обликом рада.
У основи овог облика јесте потреба за масовним образовањем као и друштвени захтеви за већим бројем писмених људи.
Искристалисала су се 2 начина рада:
- ВЕЗАНИ – доминантна улога наставника, чврста контрола часа и доминантна вербална активност ученика
- СЛОБОДНИ – ученици постављају циљ и задатке часа, наставник је организатор, усмерава и помаже, ученици су у улози оних који се обраћају свима, али је и даље цело одељење ангажовано на истом садржају

## Предности и слабости фронталног облика рада
Ово је веома економичан облик рада, лакше се постиже систематичност, омогућава постизање успеха и „просечним” и слабијим ученицима који не могу сами савладати одређене садржаје. Подстиче такмичарски дух што стимулативно делује на радну активност ученика, лакше се одржава дисциплина, а васпитни значај је несумњиво велики.
Недостатак овог облика рада је што је усмерен према „просечном” ученику, нема диференцираног приступа. Наставник је у улози испоручиоца знања и у раду са великом групом брзо се умара. Још један од недостатака је и то што је немогуће активирати све ученике. 
Због свега наведеног, фронтални облик рада, не сме бити једини начин рада у настави него се мора комбиновати са осталим облицима рада (индивидуални, групни и рад у пару). Он је погодан када свим ученицима треба изложити исти садржај (градиво), али када се проверава или утврђује други облици су прикладнији.

## Историјска димензија
Обраћање појединца већој групи људи је врло стар облик општења. Сви хеленски државници и војсковође су истовремено били и одлични беседници. Сви они су се трудили да слушаоце убеде у оно што причају. У средњевековним школама и на универзитетима усмено обраћање ученицима је била уобичајена пракса. За дидактику је фронтално општење постало нарочито актуелно када се осетила потреба за масовним образовањем. Разредно-часовни систем се појавио као одговор на све веће друштвене захтеве за већи број писмених људи. Теоријску основу тог система поставио је чешки дидактичар Јан Амос Коменски (1592-1670) делом Велика дидактика.
На питање како један учитељ може радити са великим бројем ученика, Коменски је одговорио да је не само могуће, него и потребно да учитељ предаје и групи од сто ученика јер је то и за њега и за ученике пријатно. Сваки ученик ће уверљивије обављати свој рад уколико је група већа. Ученици су динамичнији.
Ово је типичан фронтални облик рада којем разредно-часовни систем веома погодује. Овакав начин рада доминира и у данашње време, а некада је био још доминантнији.